# Veen- en Geestlanden

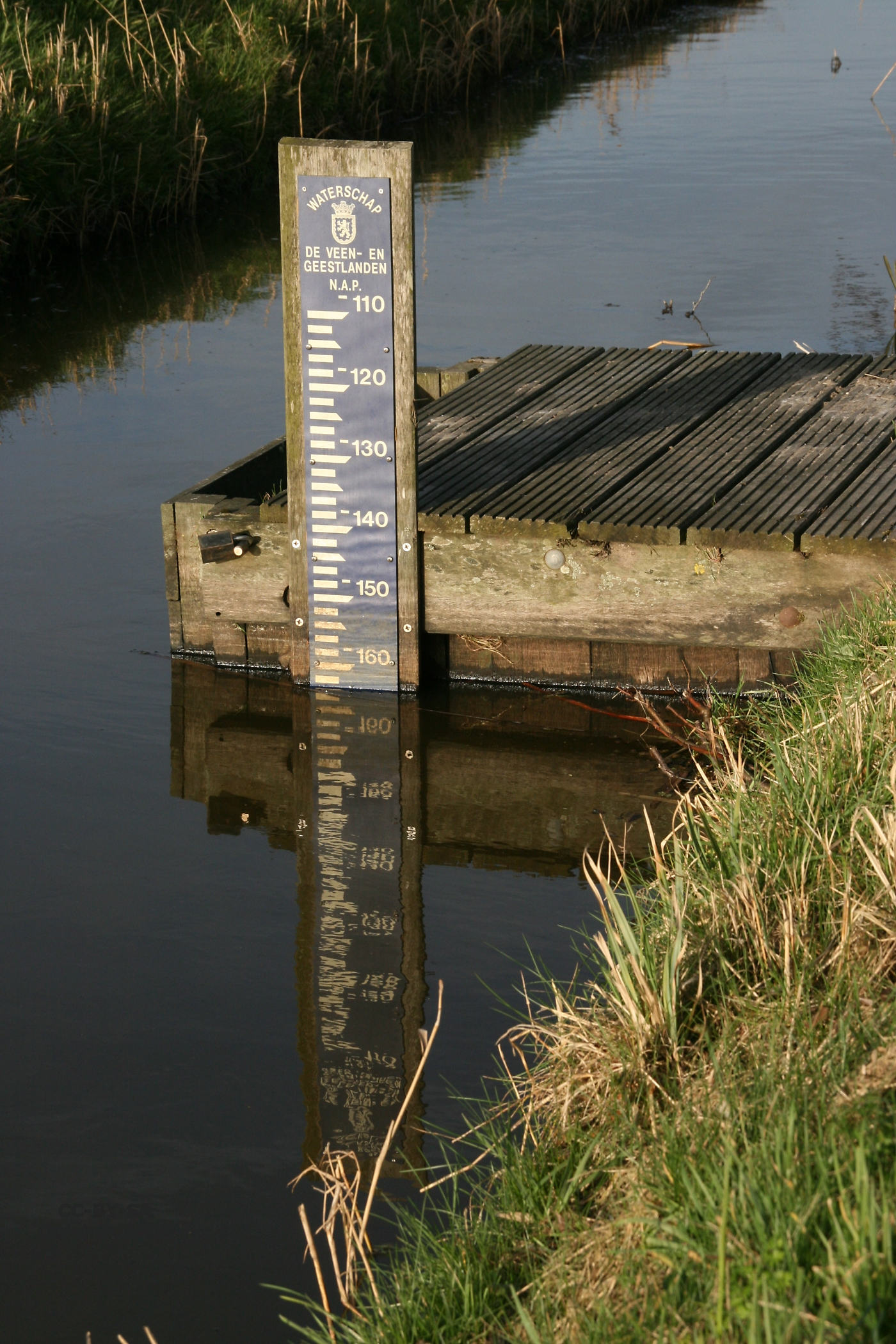
Peil

Het waterschap De Veen- en Geestlanden, van 1979-1989 De Oude Veenen, was een fusie-waterschap in de Nederlandse provincie Zuid-Holland, gevestigd in Leiderdorp. Het waterschap bestond van 1979 tot 1995. 

## De Oude Veenen
Het waterschap De Oude Veenen was in 1979 ontstaan uit de volgende waterschappen:
- Polder Achthoven
- Kadewaterschap Ade
- De Aderpolder
- De Blauwe Polder
- De Bospolder
- De Boterhuispolder
- Broek en Simontjes
- De Buurterpolder
- De Doespolder
- De Drooggemaakte Akkersloot-, Hertogs- en Blijverspolders
- De Drooggemaakte Veender en Lijkerpolder
- De Floris Schouten Vrouwenpolder
- De Frederikspolder
- Gnephoek
- De Gogerpolder
- De Hellegatspolder
- De Hemmeerpolder
- De Hogenwaardse Polder
- De Hondsdijkse Polder
- De Hoogmadesche Polder
- De Kaagerpolder
- De Kooipolder
- De Lagenwaardse Polder
- De Lakerpolder
- De Lisserpoelpolder
- De Munnikkenpolder
- Het Noordveen
- De Piestpolders
- Polder Oudendijk
- De Rode Polder
- De Rooversbroekpolder
- De Tuinder- of Kogjespolder
- De Veender- en Lijkerpolder buiten bedijking
- De Veenderpolder
- De Veerpolder
- De Vlietpolder
- De Voorofsche Polder
- De Vrouw Vennepolder
- Vrouwgeest
- De Waterloospolder
- De Zwanburgerpolder
- De Zweilanderpolder
- De Zijllaan en Meijepolder

## De Veen- en Geestlanden
Per januari 1990 vormde De Oude Veenen met de beide "polderafdelingen" Middengeest en Zuidgeest (op de Zuid-Hollandse geestgronden) van het Hoogheemraadschap van Rijnland het waterschap De Veen- en Geestlanden (1990-1994).

## Wapen
Het wapen is afgeleid van het wapen van de voormalige gemeente Alkemade, omdat het waterschap De Oude Veenen vooral gelegen was in de gemeente Alkemade, met een golvende blauwe schildzoom als teken van een waterschap.
Het waterschap was een zogenaamd inliggend waterschap van het Hoogheemraadschap van Rijnland.